# Campionati europei di winter triathlon del 2002
I Campionati europei di winter triathlon del 2002 (V edizione) si sono tenuti ad Achensee in Austria.
Tra gli uomini ha vinto il liechtensteiniano Marc Ruhe. Tra le donne ha trionfato per la seconda volta la tedesca Sigrid Lang..

## Risultati

### Élite uomini
| Pos. | Atleta          | Paese         | Totale  |
| ---- | --------------- | ------------- | ------- |
|      | Marc Ruhe       | Liechtenstein | 1:47:18 |
|      | Christoph Mauch | Svizzera      | 1:48:07 |
|      | Nicolas Lebrun  | Francia       | 1:48:15 |

### Élite donne
| Pos. | Atleta            | Paese       | Totale   |
| ---- | ----------------- | ----------- | -------- |
|      | Sigrid Lang       | Germania    | 02:05:31 |
|      | Marianne Vlasveld | Paesi Bassi | 02:07:05 |
|      | Jutta Schubert    | Germania    | 02:13:07 |